# Tour de França de 2002
La 89a edició del Tour de França es va disputar entre el 6 i el 28 de juliol. La cursa va començar a Luxemburg i va finalitzar a París, després de disputar 20 etapes (més el pròleg) i recórrer 3.278 km. El Tour va donar la volta a França en el sentit contrari a les agulles del rellotge, visitant els Pirineus abans dels Alps. Aquesta edició no va tenir guanyador, malgrat que originalment el ciclista nord-americà Lance Armstrong va guanyar la cursa, a causa que l'agost de 2012, l'Agència Antidopatge dels Estats Units va anunciar que desqualificava Armstrong de tots els resultats des de 1998, inclosos els 7 Tour de França obtinguts entre 1999 i 2005. Aquest veredicte va ser ratificat per la Unió Ciclista Internacional.
El favorit per guanyar l'edició era Armstrong, en aquell moment guanyador de les 3 edicions prèvies. La principal oposició vindria de la mà de l'equip ONCE a través de Joseba Beloki, Igor González de Galdeano i Marcos Serrano, que l'edició anterior havien finalitzat 3r, 5è i 9è respectivament, i dels corredors del Kelme Óscar Sevilla (7è a l'edició anterior del Tour i 2n a l'edició anterior de la Vuelta a España) i Santiago Botero (8è l'edició anterior). Altres corredors a tenir en compte per les primeres posiciones del rànquing final eren Tyler Hamilton (2n al Giro d'Itàlia de 2002), Levi Leipheimer (3r a la Vuelta a España de 2001), Christophe Moreau (4t al Tour de França de 2000) i el company d'equip d'Armstrong Roberto Heras (4t a Vuelta a España de 2001). Pel que fa a absències de corredors importants cal destacar les de Jan Ullrich (2n l'edició anterior) i Gilberto Simoni (guanyador del Giro d'Itàlia de 2001).

## Equips
El equips es van classificar per l'edició de 2002 per mitjà de diversos mètodes. U.S. Postal Service va ser escollir per tenir a les seves files al guanyador de l'edició anterior, Lance Armstrong. Rabobank va ser seleccionat per comptar entre el seus corredor a Erik Dekker, guanyador de la Copa del Món de ciclisme de 2001. Els equips Alessio, Kelme–Costa Blanca i iBanesto.com van ser seleccionats per haver guanyat les classificacions d'equips del Giro d'Itàlia de 2001, el Tour de França de 2001 i la Vuelta a España de 2001 respectivament. A final de 2001 es van classificar set equips més basant-se en el rànquing de la UCI, després de compensar els traspassos de corredors. cinc equips més van ser convidats per l'organitzador de la cursa, Amaury Sport Organisation. Després d'haver atorgat les invitacions es va anunciar que el principal corredor del Saeco, Gilberto Simoni, havia donat positiu per cocaïna en dues ocasions. Per aquesta raó, es va retirar la invitació a Saeco i se li va donar a l'equip Jean Delatour. En total van participar 21 equips i 189 ciclistes.
Equips classificats
- U.S. Postal Service
- Rabobank
- Alessio
- Kelme–Costa Blanca
- iBanesto.com
- Fassa Bortolo
- Team Telekom
- Mapei–Quick-Step
- Lotto–Adecco
- Cofidis
- ONCE–Eroski
- Domo–Farm Frites
- Lampre–Daikin
- CSC–Tiscali
- Euskaltel–Euskadi
- Tacconi Sport

Equips convidats
- Crédit Agricole
- Bonjour
- AG2R Prévoyance
- Française des Jeux
- Saeco Macchine per Caffè–Longoni Sport
- Jean Delatour

## Etapes
La primera setmana, les etapes van ser principalment planes i es van disputar pel nord de França. Les dues ultimes setmanes van tenir etapes de muntanya als Pirineus i als Alps.
| Etapa | Data         | Recorregut                            | Distancia | Tipus    | Tipus                     | Guanyador                |
| ----- | ------------ | ------------------------------------- | --------- | -------- | ------------------------- | ------------------------ |
| P     | 6 de Juliol  | Luxembourg                            | 7 km      |          | Contrarellotge            | Lance Armstrong (USA)    |
| 1     | 7 de Juliol  | Luxembourg                            | 192,5 km  |          | Plana                     | Rubens Bertogliati (SUI) |
| 2     | 8 de Juliol  | De Luxembourg a Saarbrücken (Germany) | 181 km    |          | Plana                     | Óscar Freire (ESP)       |
| 3     | 9 de Juliol  | De Metz a Reims                       | 174,5 km  |          | Plana                     | Robbie McEwen (AUS)      |
| 4     | 10 de Juliol | De Épernay a Château-Thierry          | 67,5 km   |          | Contrarellotge per equips | ONCE–Eroski              |
| 5     | 11 de Juliol | De Soissons a Rouen                   | 195 km    |          | Plana                     | Jaan Kirsipuu (EST)      |
| 6     | 12 de Juliol | De Forges-les-Eaux a Alençon          | 199,5 km  |          | Plana                     | Erik Zabel (GER)         |
| 7     | 13 de Juliol | De Bagnoles-de-l'Orne a Avranches     | 176 km    |          | Plana                     | Bradley McGee (AUS)      |
| 8     | 14 de Juliol | De Saint-Martin-de-Landelles a Plouay | 217,5 km  |          | Plana                     | Karsten Kroon (NED)      |
| 9     | 15 de Juliol | De Lanester a Lorient                 | 52 km     |          | Contrarellotge            | Santiago Botero (COL)    |
|       | 16 de Juliol | Bordeus                               | Bordeus   |          | Dia de descans            | Dia de descans           |
| 10    | 17 de Juliol | De Bazas a Pau                        | 147 km    |          | Plana                     | Patrice Halgand (FRA)    |
| 11    | 18 de Juliol | De Pau a La Mongie                    | 158 km    |          | Alta muntanya             | Lance Armstrong (USA)    |
| 12    | 19 de Juliol | De Lannemezan a Plateau de Beille     | 199,5 km  |          | Alta muntanya             | Lance Armstrong (USA)    |
| 13    | 20 de Juliol | De Lavelanet a Béziers                | 171 km    |          | Plana                     | David Millar (GBR)       |
| 14    | 21 de Juliol | De Lodève al Mont Ventoux             | 221 km    |          | Alta muntanya             | Richard Virenque (FRA)   |
|       | 22 de Juliol | Vaucluse                              | Vaucluse  |          | Dia de descans            | Dia de descans           |
| 15    | 23 de Juliol | De Vaison-la-Romaine a Les Deux Alpes | 226,5 km  |          | Mitja muntanya            | Santiago Botero (COL)    |
| 16    | 24 de Juliol | De Les Deux Alpes a La Plagne         | 179,5 km  |          | Alta muntanya             | Michael Boogerd (NED)    |
| 17    | 25 de Juliol | De Aime a Cluses                      | 142 km    |          | Alta muntanya             | Dario Frigo (ITA)        |
| 18    | 26 de Juliol | De Cluses a Bourg-en-Bresse           | 176,5 km  |          | Mitja muntanya            | Thor Hushovd (NOR)       |
| 19    | 27 de Juliol | De Régnié-Durette a Mâcon             | 50 km     |          | Contrarellotge            | Lance Armstrong (USA)    |
| 20    | 28 de Juliol | De Melun a París (Camps Elisis)       | 144 km    |          | Plana                     | Robbie McEwen (AUS)      |
|       | Total        | Total                                 | 3.278 km  | 3.278 km | 3.278 km                  | 3.278 km                 |

## La cursa
El pròleg el va guanyar Lance Armstrong seguit de Laurent Jalabert i Raimondas Rumsas que van quedar segon i tercer respectivament. Armstrong i el seu equip, el US Postal, no es van preocupar de conservar el Mallot groc durant les primeres etapes i aquest va canviar de mans en diverses ocasions. Després d'Armstrong, va anar a parar a mans de Rubens Bertogliati que el lluir durant la segona i tercera etapes, quan Robbie McEwen va vèncer Erik Zabel a l'esprint obtenint suficient temps d'avantatge com per portar el Mallot groc durant la quarta etapa, que va ser una Contrarellotge per equips en la que es va imposar l'equip ONCE-Eroski. El seu corredor Igor Gonzalez de Galdeano va passar a encapçalar la classificació general. En aquest punt de la cursa, el primers 10 corredors de la classificació general eren membres de l'equip ONCE o US Postal, encara que amb dues contrarellotges individuals i varies etapes de muntanya pendents de disputar-se aquest fet no tenia cap importància, tot i deixar clar el fet que aquests dos equips eren els que dirigien el gran grup.
Les següents etapes planes van ser guanyades per Jaan Kirsipuu, Erik Zabel, Bradley McGee i Karsten Kroon i al final de la etapa 8, els 7 primers llocs els ocupaven ciclistes de l'ONCE amb Gonzalez liderant, seguit a 4 segons pel seu company d'equip Joseba Beloki. Armstrong ocupava la vuitena plaça i Tyler Hamilton de l'equip CSC la novena.
L'etapa 9 va ser una contrarellotge individual guanyada per Santiago Botero, on sorprenentment set ciclistes van acabar a menys d'un minut del guanyador, quan els experts havien assumit que molt pocs corredors podrien acabar a prop d'Armstrong (que va acabar segon) i que ningú el guanyaria. Després de la contrarellotge, González encara liderava la classificació general amb Armstrong en la segona posició, Beloki a la tercera i a causa de les seves grans actuacions a la contrarellotge, Serhiy Gonchar i Botero es van situar en quarta i cinquena posició.
L'etapa 10 va ser una etapa muntanyenca amb un esprint final guanyat per Patrice Halgand de l'equip Jean Latour. L'equip espanyol ONCE amb Beloki, González i Abraham Olano, i l'equip nord-americà US Postal amb Armstrong, un jove Floyd Landis, Viatxeslav Iekimov i el ciclista espanyol Roberto Heras, un antic campió de la Vuelta a Espanya, lluitarien per emportar-se el Tour de França de 2002 a les muntanyes.
L'etapa 11, va ser liderada per Laurent Jalabert des del quilòmetre 6 fins al quilòmetre 155 quan Armstrong el va atrapar i superar a 3 km de l'arribada. El US Postal va controlar el ritme del gran grup durant la major part de la cursa. Heras va liderar el camí marcant un ritme tan elevat que la majoria dels rivals d'Armstrong van ser eliminats abans que Armstrong hagués de dur a terme qualsevol atac, però quan Armstrong finalment va atacar només el van poder seguir Heras, company d'equip, i Beloki. Poc després Armstrong es va quedar sol de camí a obtenir el Mallot groc.
A l'etapa 12, Jalabert va atacar de nou amb Isidro Nozal i Laurent Dufaux. Al voltant de la meitat de l'etapa, el grup tenia 3 minuts sobre un segon grup format per Richard Virenque, Eddy Mazzoleni i Aleksandr Botxarov, mentre que l'US Postal amb George Hincapie al liderant la persecució del gran grup es trobava a 4 minuts de Jalabert. Aquest va ser capturat novament a menys de 10 km de l'acabament després d'haver liderat l'etapa durant la major part del dia. Un cop més, Heras va fracturar el grup dels deu millors ciclistes quedant-se només amb Armstrong i Beloki, que eren els únics capaços de seguir el seu ritme. Un cop més, quan Armstrong va llançar el seu atac, ni Heras ni Beloki el van poder seguir i van acabar segon i tercer a 1 minut i 4 segons. Botero i Gonzalez van poder aconseguir arribar a menys de set segons de Heras i Beloki, mentre que Rumsas i Carlos Sastre van acabar un minut i mig darrere d'Armstrong.
L'etapa 13 va ser una etapa plana i en la competició pel Mallot verd, Erik Zabel i Robbie McEwen només estaven separats per un punt. Els atacs implacables de Laurent Jalabert i la seva combativitat estaven donant els seus fruits, ja que no només era el portador del Mallot a punts vermells com a rei de la muntanya, sinó que també s'havia situat entre els 10 millors de la classificació general. L'etapa va ser guanyada per David Millar i la situació de la lluita pel Mallor verd es va mantenir igual.
Armstrong es va anar consolidant com a líder a mesura que la cursa progressava. Quan el Tour va arribar a París, Beloki era al segon lloc a més de 7 minuts, seguit de Rumsas, que va completar el podi, i del colombià Botero i de González. El guanyador del Mallot blanc, Ivan Basso, que acabaria en l'11a posició, es convertiria en un dels pocs rivals de Lance Armstrong a les properes edicions.
Després de la decisió USADA deu anys després, confirmada per la UCI, Armstrong va perdre aquest i tots els resultats després de 1998 quedant vacants. També es va decidir que era millor per a l'esport i com a exemple per als ciclistes de les generacions futures que els ciclistes que havien quedat segon, tercer i quart lloc no es traslladessin a la 1a, 2a i tercera posició.

## Classificacions
El Tour de França de 2002 va tenir diverses classificacions, sent la més important la classificació general, obtinguda a partir de l'acumulació dels temps d'arribada dels ciclistes al final de cada etapa. El ciclista amb menys temps acumulat és el líder de la classificació general i es el portador del mallot groc, que el distingeix com a líder de la classificació general. Al fi de la última etapa, el líder de la classificació general i portador del mallot groc és el guanyador del Tour.
Addicionalment, es van atorgar premis: la classificació per punts, el gram premi de la muntanya, la classificació dels joves, la classificació per equips i el premi a la combativitat. En la classificació per punts, els ciclistes obtenen punts per finalitzar les etapes entre els millor o en esprints intermedis. El lider d'aquesta classificació s'identifica amb el mallot verd. En el gram premi de la muntanya els ciclistes obtenen punts al coronar en els primeres posicions determinades muntanyes que l'organització ha designat com a puntuables. El ciclista amb més punts acumulats és el líder d'aquesta classificació i portador del mallot blanc a punts vermells. En la classificació dels joves és té en compte la classificació general dels ciclistes menors de 26 anys. El líder d'aquesta classificació és el ciclista menor de 26 anys que es troba millor classificat dins la classificació general, i se'l distingeix amb el mallot blanc. Per la classificació per equips s'acumulen els temps de cada etapa dels 3 millors ciclistes de cada equip. L'equip amb un temps acumulat més baix és el líder d'aquesta classificació. Aquesta classificació que no té cap mallot distintiu. Per acabar, s'atorga el premi de la combativitat al ciclista amb més punts acumulats al llarg de les etapes. El punts d'aquesta classificació els atorga un jurat que decideix qui ha estat el ciclista més combatiu. Aquesta classificació no comporta portar cap mallot distintiu, encara que el ciclista més combatiu d'una etapa, a la següent etapa porta el dorsal en blanc sobre fons vermell, enlloc del tradicional dorsal negre amb fons blanc.
| Etapa | Líder              | Classificació general | Classificació per punts | Gran premi de la muntanya | Classificació dels joves | Classificació per equips | Premi de la combativitat | Premi de la combativitat |
| Etapa | Líder              | Classificació general | Classificació per punts | Gran premi de la muntanya | Classificació dels joves | Classificació per equips | Premi                    | Classificació            |
| ----- | ------------------ | --------------------- | ----------------------- | ------------------------- | ------------------------ | ------------------------ | ------------------------ | ------------------------ |
| P     | Lance Armstrong    | Lance Armstrong       | Lance Armstrong         | desert                    | David Millar             | CSC–Tiscali              | desert                   | desert                   |
| 1     | Rubens Bertogliati | Rubens Bertogliati    | Erik Zabel              | Christophe Mengin         | Rubens Bertogliati       | CSC–Tiscali              | Stéphane Bergès          | Stéphane Bergès          |
| 2     | Óscar Freire       | Rubens Bertogliati    | Erik Zabel              | Stéphane Bergès           | Rubens Bertogliati       | CSC–Tiscali              | Sylvain Chavanel         | Stéphane Bergès          |
| 3     | Robbie McEwen      | Erik Zabel            | Erik Zabel              | Christophe Mengin         | Rubens Bertogliati       | CSC–Tiscali              | Jacky Durand             | Jacky Durand             |
| 4     | ONCE-Eroski        | Igor González         | Erik Zabel              | Christophe Mengin         | Isidro Nozal             | ONCE-Eroski              | desert                   | Jacky Durand             |
| 5     | Jaan Kirsipuu      | Igor González         | Erik Zabel              | Christophe Mengin         | Isidro Nozal             | ONCE-Eroski              | Stefano Casagranda       | Jacky Durand             |
| 6     | Erik Zabel         | Igor González         | Erik Zabel              | Christophe Mengin         | Isidro Nozal             | ONCE-Eroski              | Steffen Wesemann         | Jacky Durand             |
| 7     | Bradley McGee      | Igor González         | Erik Zabel              | Christophe Mengin         | Isidro Nozal             | ONCE-Eroski              | Franck Renier            | Franck Renier            |
| 8     | Karsten Kroon      | Igor González         | Erik Zabel              | Christophe Mengin         | Isidro Nozal             | ONCE-Eroski              | Raivis Belohvoščiks      | Franck Renier            |
| 9     | Santiago Botero    | Igor González         | Erik Zabel              | Christophe Mengin         | David Millar             | ONCE-Eroski              | desert                   | Franck Renier            |
| 10    | Patrice Halgand    | Igor González         | Robbie McEwen           | Christophe Mengin         | David Millar             | ONCE-Eroski              | Ludo Dierckxsens         | Franck Renier            |
| 11    | Lance Armstrong    | Lance Armstrong       | Erik Zabel              | Patrice Halgand           | Ivan Basso               | ONCE-Eroski              | Laurent Jalabert         | Laurent Jalabert         |
| 12    | Lance Armstrong    | Lance Armstrong       | Erik Zabel              | Laurent Jalabert          | Ivan Basso               | ONCE-Eroski              | Laurent Jalabert         | Laurent Jalabert         |
| 13    | David Millar       | Lance Armstrong       | Robbie McEwen           | Laurent Jalabert          | Ivan Basso               | ONCE-Eroski              | Eddy Mazzoleni           | Laurent Jalabert         |
| 14    | Richard Virenque   | Lance Armstrong       | Robbie McEwen           | Laurent Jalabert          | Ivan Basso               | ONCE-Eroski              | Aleksandr Botxarov       | Laurent Jalabert         |
| 15    | Santiago Botero    | Lance Armstrong       | Robbie McEwen           | Laurent Jalabert          | Ivan Basso               | ONCE-Eroski              | Mario Aerts              | Laurent Jalabert         |
| 16    | Michael Boogerd    | Lance Armstrong       | Robbie McEwen           | Laurent Jalabert          | Ivan Basso               | ONCE-Eroski              | Michael Boogerd          | Laurent Jalabert         |
| 17    | Dario Frigo        | Lance Armstrong       | Robbie McEwen           | Laurent Jalabert          | Ivan Basso               | ONCE-Eroski              | Mario Aerts              | Laurent Jalabert         |
| 18    | Thor Hushovd       | Lance Armstrong       | Robbie McEwen           | Laurent Jalabert          | Ivan Basso               | ONCE-Eroski              | Léon van Bon             | Laurent Jalabert         |
| 19    | Lance Armstrong    | Lance Armstrong       | Robbie McEwen           | Laurent Jalabert          | Ivan Basso               | ONCE-Eroski              | desert                   | Laurent Jalabert         |
| 20    | Robbie McEwen      | Lance Armstrong       | Robbie McEwen           | Laurent Jalabert          | Ivan Basso               | ONCE-Eroski              | Cristian Moreni          | Laurent Jalabert         |
| Final | Final              | Lance Armstrong       | Robbie McEwen           | Laurent Jalabert          | Ivan Basso               | ONCE-Eroski              | Laurent Jalabert         | Laurent Jalabert         |

- Durant l'etapa 1, Laurent Jalabert va vestir el mallot verd perquè Lance Armstrong, lider d'aquesta classificació, era també el portador del mallot groc de líder de la classificació general.
- Durant les etapes 2 i 3, David Millar va vestir el mallot blanc perquè Rubens Bertogliati, lider d'aquesta classificació, era també el portador del mallot groc de líder de la classificació general.
- Durant l'etapa 4, Robbie McEwen va vestir el mallot verd perquè Erik Zabel, lider d'aquesta classificació, era també el portador del mallot groc de líder de la classificació general.

## Resultats finals
A continuació es mostren el 10 primers classificats de cada categoria.

### Classificació general
| Rànquing | Ciclista                | Equip              | Punts       |
| -------- | ----------------------- | ------------------ | ----------- |
| DSQ      | Lance Armstrong (USA)   | US Postal          | 82h 05' 12" |
| 2        | Joseba Beloki (ESP)     | ONCE–Eroski        | + 7' 17"    |
| 3        | Raimondas Rumsas (LTU)  | Lampre–Daikin      | + 8' 17"    |
| 4        | Santiago Botero (COL)   | Kelme–Costa Blanca | + 13' 10"   |
| 5        | Igor González (ESP)     | ONCE–Eroski        | + 13' 54"   |
| 6        | José Azevedo (POR)      | ONCE–Eroski        | + 15' 44"   |
| 7        | Francisco Mancebo (ESP) | iBanesto.com       | + 16' 05"   |
| DSQ      | Levi Leipheimer (USA)   | Rabobank           | +17' 11"    |
| 9        | Roberto Heras (ESP)     | US Postal          | + 17' 12"   |
| 10       | Carlos Sastre (ESP)     | CSC–Tiscali        | + 19' 05"   |

### Classificació per punts
| Rànquing | Ciclista               | Equip               | Punts |
| -------- | ---------------------- | ------------------- | ----- |
| 1        | Robbie McEwen (AUS)    | Lotto–Adecco        | 280   |
| 2        | Erik Zabel (GER)       | Team Telekom        | 261   |
| 3        | Stuart O'Grady (AUS)   | Crédit Agricole     | 208   |
| 4        | Baden Cooke (AUS)      | Française des Jeux  | 198   |
| 5        | Ján Svorada (CZE)      | Lampre–Daikin       | 154   |
| DSQ      | Lance Armstrong (USA)  | U.S. Postal Service | 119   |
| 7        | Thor Hushovd (NOR)     | Crédit Agricole     | 103   |
| 8        | Laurent Brochard (FRA) | Jean Delatour       | 99    |
| 9        | Raimondas Rumšas (LTU) | Lampre–Daikin       | 92    |
| 10       | Santiago Botero (COL)  | Kelme–Costa Blanca  | 87    |

### Gran premi de la muntanya
| Rànquing | Ciclista               | Equip               | Punts |
| -------- | ---------------------- | ------------------- | ----- |
| 1        | Laurent Jalabert (FRA) | CSC–Tiscali         | 262   |
| 2        | Mario Aerts (BEL)      | Lotto–Adecco        | 178   |
| 3        | Santiago Botero (COL)  | Kelme–Costa Blanca  | 162   |
| DSQ      | Lance Armstrong (USA)  | U.S. Postal Service | 159   |
| 5        | Axel Merckx (BEL)      | Domo–Farm Frites    | 121   |
| 6        | Joseba Beloki (ESP)    | ONCE–Eroski         | 115   |
| 7        | Michael Boogerd (NED)  | Rabobank            | 113   |
| 8        | Richard Virenque (FRA) | Domo–Farm Frites    | 107   |
| 9        | Carlos Sastre (ESP)    | CSC–Tiscali         | 97    |
| 10       | Raimondas Rumšas (LTU) | Lampre–Daikin       | 96    |

## Classificació dels joves
| Rànquing | Ciclista                | Equip              | Temps        |
| -------- | ----------------------- | ------------------ | ------------ |
| 1        | Ivan Basso (ITA)        | Fassa Bortolo      | 82h 24' 30"  |
| 2        | Nicolas Vogondy (FRA)   | Française des Jeux | + 13' 26"    |
| 3        | Christophe Brandt (BEL) | Lotto–Adecco       | + 48' 32"    |
| 4        | Sylvain Chavanel (FRA)  | Bonjour            | + 50' 08"    |
| 5        | Isidro Nozal (ESP)      | ONCE–Eroski        | + 54.09"     |
| 6        | Haimar Zubeldia (ESP)   | Euskaltel–Euskadi  | + 56' 21"    |
| 7        | Volodímir Hústov (UKR)  | Fassa Bortolo      | + 58' 08"    |
| 8        | Gerhard Trampusch (AUT) | Mapei–Quick-Step   | + 1h 32' 12" |
| 9        | David Millar (GBR)      | Cofidis            | + 1h 40' 33" |
| 10       | Sandy Casar (FRA)       | Française des Jeux | + 1h 53' 04" |

### Classificació per equips
| Rànquing | Equip               | Temps        |
| -------- | ------------------- | ------------ |
| 1        | ONCE–Eroski         | 246h 36' 14" |
| 2        | U.S. Postal Service | + 22' 49"    |
| 3        | CSC–Tiscali         | + 30' 17"    |
| 4        | iBanesto.com        | + 34' 06"    |
| 5        | Cofidis             | + 36' 19"    |
| 6        | Rabobank            | + 40.41"     |
| 7        | Jean Delatour       | + 1h 17.21"  |
| 8        | Kelme–Costa Blanca  | + 1h 42.22"  |
| 9        | Domo–Farm Frites    | + 1h 46.20"  |
| 10       | Fassa Bortolo       | + 2h 01.59"  |

### Premi a la combativitat
| Rànquing | Ciclista               | Equip            | Punts |
| -------- | ---------------------- | ---------------- | ----- |
| 1        | Laurent Jalabert (FRA) | CSC–Tiscali      | 100   |
| 2        | Franck Renier (FRA)    | Bonjour          | 50    |
| 3        | Thor Hushovd (NOR)     | Crédit Agricole  | 35    |
| 4        | Michael Boogerd (NED)  | Rabobank         | 33    |
| 5        | Ludo Dierckxsens (BEL) | Lampre–Daikin    | 33    |
| 6        | Mario Aerts (BEL)      | Lotto–Adecco     | 31    |
| 7        | Leon van Bon (NED)     | Domo–Farm Frites | 29    |
| 8        | Stéphane Berges (FRA)  | AG2R Prévoyance  | 24    |
| 9        | Sylvain Chavanel (FRA) | Bonjour          | 23    |
| 10       | Axel Merckx (BEL)      | Domo–Farm Frites | 20    |